# Абромайтис, Тимоти
Тимоти Джеймс Абромайтис (англ. Timothy James Abromaitis; род. 17 сентября 1989, Уотербери, штат Коннектикут, США) — американский профессиональный баскетболист, играющий на позиции тяжёлого форварда.

## Карьера
С 2007 по 2012 года Абромайтис выступал за команду университета Нотр-Дам в NCAA и дважды получал награду Academic All-America, которую дают спортсменам, наиболее отличившимся в учёбе. Кроме того, 3 раза Абромайтиса называли спортсменом-стипендиатом года конференции Big East.
На драфте НБА 2012 года Тимоти не был выбран, и он уехал в Европу. Во Франции Абромайтис выступал за АСВЕЛ и «Страсбур», а в Германии за «Лёвен Брауншвейг».
С 2015 по 2019 годы Абромайтис играл за «Иберостар Тенерифе». В 2017 году Тимоти стал победителем Лиги чемпионов ФИБА и обладателем Межконтинентального кубка ФИБА. В сезоне 2018/2019 в 19 матчах Лиги чемпионов ФИБА Абромайтис в среднем набирал 11,3 очка, 5,4 подбора и по итогам сезона вошёл в первую символическую пятёрку турнира. В чемпионате Испании Тимоти выходил на паркет в 34 матчах, набирая по 11,9 очка и 3,9 подбора.
В июле 2019 года Абромайтис перешёл в «Зенит». В 27 матчах Евролиги статистика Тимоти составила 7,5 очков, 3,7 подбора и 1 передачу. В Единой лиге ВТБ провёл 11 матчей и набирал 7,6 очков, 3,3 подбора и 0,9 передачи.
В июле 2020 года Абромайтис подписал контракт с «Уникахой».
В июле 2022 года Абромайтис вернулся в «Леново Тенерифе».

## Сборная США
В 2011 году Абромайтис выступал за студенческую сборную США на летней Универсиаде в Китае. В 8 матчах Тимоти набирал 6,4 очка и 4,3 подбора в среднем за игру.

## Личная жизнь
У Абромайтиса литовские корни. Баскетболом он начал заниматься с подачи отца, который выступал за колледж, а потом уехал в Европу и выступал за «Реал Мадрид» и «Варезе».

## Достижения
- Обладатель Межконтинентального кубка ФИБА: 2017
- Победитель Лиги чемпионов ФИБА: 2016/2017
- Серебряный призёр Лиги чемпионов ФИБА (2): 2018/2019, 2023/2024
- Бронзовый призёр Лиги чемпионов ФИБА: 2022/2023